# Gangster der Prärie
Gangster der Prärie ist ein US-amerikanischer Western aus dem Jahr 1948 von Sidney Lanfield mit Dick Powell und Jane Greer in den Hauptrollen. Der Film wurde von RKO Radio Pictures produziert und basiert auf dem Fortsetzungsroman Station West von Luke Short, der zwischen dem 19. Oktober und 30. November 1946 in der The Saturday Evening Post veröffentlicht wurde.

## Handlung
In einem Saloon kommt es zu einer Schlägerei zwischen dem Offizier Lieutenant Stellman und einem Fremden namens John Haven. Haven verliert und wird von Stellman zu Captain Iles gebracht. Haven ist selber Offizier und soll verdeckt Raubüberfälle auf Goldtransporte untersuchen, bei der es mehrere Tote gab. Er informiert Iles, dass er die Ergebnisse seiner Untersuchungen der verwitweten Minenbesitzerin Mary Caslon übermitteln wird.
Haven kehrt in den Saloon zurück, um dort mit einem Finanzmagnaten zu sprechen, von dem er nur den Namen Charlie kennt. Während er wartet, wird er auf die Sängerin des Saloons aufmerksam. Seine Flirtversuche bleiben erfolglos, im Gegenteil kann die Sängerin den Rausschmeißer Mick auf Haven ansetzen. Haven wehrt sich und kann in einem blutigen Kampf den bislang unbesiegten Mick niederschlagen. Dadurch erlangt er den Respekt der Sängerin, die seine Wunden in seinem Zimmer versorgt und sich als Charlie zu erkennen gibt. Sie bietet Haven Arbeit in ihrem Unternehmen an. Haven entscheidet sich für eine Stelle bei ihrem Postkutschendienst. Er informiert die Minenbesitzerin und erreicht, dass er eine Ladung Gold transportieren kann.
Mit dem Kutscher Goddard beginnt Haven den Transport. Die Kutsche wird von maskierten Banditen überfallen, die Goddard töten und Haven bewusstlos schlagen. Als Haven erwacht, entdeckt er bei dem Toten eine Karte, die diesen als Detektiv des Transportunternehmens Wells Fargo ausweist. Haven macht sich an die Verfolgung der Banditen. Einen der Banditen holt er ein und tötet ihn. Dann folgt er seinem Pferd, das ihn zu einer Sägemühle führt, die Charlie gehört und den Banditen als Versteck dient. In der Nähe beschlagnahmt er die Kutsche eines anderen Fahrers und findet in ihr den Knopf von einer Armee-Uniform. Pete, den Anführer der Banditen, kann er überzeugen, der Fahrer zu sein und bekommt eine verschlossene Kiste zum Transport überreicht.
Haven deponiert die Kiste in einer Schlucht und kehrt in die Stadt zurück. Beim Notar Bristow lässt er ein Schreiben über seine bisherigen Aktivitäten und Ergebnisse aufsetzen. Bristow soll das Schreiben zur Aufbewahrung an Mrs. Calson geben. Die liest das Schreiben zusammen mit Iles und ersetzt es mit einem leeren Blatt Papier. Haven trifft sich mit Charlie und ihrem Partner Prince und bietet an, das Gold für einen Anteil wiederzubeschaffen. Charlie willigt ein und gesteht ihm, dass sie sich in ihn verliebt habe. Haven reitet zur Schlucht und begegnet dort Mrs. Calson, die ihr Gold zurück verlangt. Im Saloon berichtet Haven vom Verlust des Goldes. Charlie und Prince glauben, dass Haven und Bristow sie erpressen wollen. Charlie befiehlt Bristow, Haven zu töten, doch der kann den Notar überzeugen, dass er dann von Charlie getötet wird. Bristow versucht zu fliehen, wird aber von Prince und Mick erschossen. Haven kann sich wegschleichen und zur Sägemühle reiten.
Haven setzt ein Gebäude in Brand, um die Bande abzulenken. Dann tötet er Mick und sucht die Minenbesitzerin auf. Dort erklärt er ihr und Iles, dass Charlie falsche Nachrichten über angebliche Indianerangriffe verschickt hat. Sie wollte damit erreichen, dass dafür Soldaten aus dem Fort abgezogen werden, in dem das Gold aus der Mine gelagert wird. Charlies Männer sollen dann, als Soldaten verkleidet, das Gold aus dem Fort schaffen. Während Iles mit einer Truppe Soldaten die Bande hochnehmen will, reitet Haven in die Stadt, um Charlie festzunehmen. Charlie versucht, ihn zu bestechen und fällt dann einer für Haven bestimmten Kugel zum Opfer, die von Prince aus einem Hinterhalt abgefeuert wurde. Haven nimmt Prince fest und beugt sich zur im Sterben liegenden Charlie hinunter. Er erfüllt ihr ihren letzten Wunsch und sagt ihr, dass er sie liebe. 

## Produktion

### Hintergrund
Gedreht wurde der Film vom 28. Juli bis Mitte Oktober 1947 in Arizona (u. a. in Sedona, Flagstaff, Coconino National Forest) sowie in den RKO-Studios in Hollywood.
RKO bezahlte für die Filmrechte 20.000 Dollar.

### Stab
Albert S. D’Agostino und Field Gray waren die Art Directors, Darrell Silvera und James Altwies die Szenenbildner, Renié Conley die Kostümbildnerin. Constantin Bakaleinikoff war der musikalische Direktor.

### Besetzung
In kleinen nicht im Abspann erwähnten Nebenrollen traten Rudy Bowman, Bud Osborne und William Edward Phipps auf.

## Veröffentlichung
Die Premiere des Films fand am 19. Oktober 1948 in Chicago statt. In der Bundesrepublik Deutschland kam er am 26. September 1950 in die Kinos, in Österreich am 15. Dezember 1950.

## Kritiken
Das Lexikon des internationalen Films schrieb: „Western mit leicht durchschaubarem Handlungsschema, ordentlich in Szene gesetzt und mit Anklängen an "Der große Bluff" versehen.“
Der Kritiker des TV Guide fand den Film gut inszeniert und voll mit geistreichen, intelligenten Dialogen.

## Auszeichnungen
Frank Fenton und Winston Miller wurden für den Writers Guild of America Award in der Kategorie Best Written Western nominiert.